# Errikousa
Errikousa (griechisch Ερρείκουσα [ɛˈrikusa] (f. sg.) ältere Schreibweise auch Erikoussa (Ερεικούσσα)) ist die nördlichste der Othonischen oder Diapontischen Inseln. Die Insel gehört zu Griechenland und liegt etwa 11 km von der Küste Korfus entfernt. Mit einer Ausdehnung von etwa 2 × 2 km und einer Fläche von 4 km² ist sie die zweitgrößte der Diapontischen oder Othonischen Inseln, auf der die wenigen Einwohner hauptsächlich von der Landwirtschaft, insbesondere dem Olivenanbau, sowie dem bescheidenen Fischfang und dem Tourismus leben. Höchste Erhebung ist mit 130 m der Merlera.
Bis 2010 war Errikousa selbständige Gemeinde (griechisch κοινότητα kinotita) innerhalb der Präfektur Korfu, seit 2019 gehört sie zur neuen Gemeinde Kendriki Kerkyra ke Diapondia Nisia, wo es seither einen von acht Gemeindebezirken bildet. Hauptorte sind die Anlegestelle Porto und der an der Ostküste liegende gleichnamige Weiler Errikousa.
Zu erreichen ist das Eiland mit der (bei guter Witterung) regelmäßigen Fährverbindung mit der Stadt Korfu und saisonal mit den nordwestlichen korfiotischen Touristenorten. Bisher sind die Orte der Insel vom Tourismus nur wenig berührt und deshalb sehr ruhig. Errikousa bietet einige Hotels und lange Sandstrände mit klarem Wasser.